# Peirussa de Massàs
Peirussa de Massàs (en francès Peyrusse-Massas) és un municipi francès situat al departament del Gers i a la regió d'Occitània.

## Demografia
| 1962                                       | 1968 | 1975 | 1982 | 1990 | 1999 | 2006 |
| ------------------------------------------ | ---- | ---- | ---- | ---- | ---- | ---- |
| 109                                        | 110  | 76   | 85   | 81   | 84   | 101  |
| Des de 1962: població sense dobles comptes |      |      |      |      |      |      |

## Administració
| Període   | Identitat      | Partit |
| --------- | -------------- | ------ |
| 2001-2008 | Abel Bessagnet |        |
| 2008-     | Daniel Pader   | PCF    |